# 赵柽
兗王趙檉（1101年—1101年），宋朝宗室。
宋朝第八代皇帝宋徽宗赵佶的次子，生母顯肅皇后，建中靖國元年（1101年）九月出生，僅僅活了一天，第二天就薨逝了。當時，宋徽宗就只剩下長子趙桓一個兒子。崇寧三年（1104年）五月，此時其弟赵楷、趙楫、趙樞已經相繼出生，宋徽宗追賜次子名趙檉，贈太師、尚書令，封兗王，諡號沖僖。